# Volker Pollehn
Volker Pollehn (* 6. Mai 1944 in Stöckheim) ist ein deutscher Jurist. Er war von 1990 bis 1992 Staatssekretär im Innenministerium des Landes Mecklenburg-Vorpommern.

## Leben

### Ausbildung und Laufbahn
Volker Pollehn studierte Rechtswissenschaften in Göttingen und Kiel und legte die große juristische Staatsprüfung 1974 in Hamburg ab. Anschließend trat er 1975 in den Dienst des Landes Schleswig-Holstein. Dort war er zunächst 1975 wissenschaftlicher Assistent im Schleswig-Holsteinischen Landtag, 1978 Referent im Innenministerium des Landes Schleswig-Holstein und im selben Jahr in der Kreisverwaltung Plön tätig.
Danach war er von 1979 bis 1988 Leiter des Büros der Parlamentarischen Staatssekretäre für Jugend und Sport Otto Bernhardt (CDU) und Max Stich (CDU) im Kultusministerium des Landes Schleswig-Holstein. Sodann war er als Regierungsdirektor von 1983 bis 1988 Vorsitzender der Jugendstiftung des Landes Schleswig-Holstein von 1988 bis 1990 erneut als Referent im Kultusministerium tätig.
Von 1990 bis 1992 diente Volker Pollehn unter Minister Georg Diederich (CDU) als erster Staatssekretär nach der Deutschen Wiedervereinigung im Innenministerium des Landes Mecklenburg-Vorpommern. Auf ihn folgte Klaus Baltzer.
Danach wurde er 1993 Mitinhaber der Rechtsanwaltssozietät Born und Pollehn. 
Er wurde 1998 zum Liquidator der I.G. Farben durch das Amtsgericht Frankfurt am Main berufen. 2001 wurde er Vorstand der Stiftung I.G. Farbenindustrie.

### Politik und Engagement
Er trat der CDU bei. Er war von 1987 bis 1990 Mitglied des Kreistages des Kreises Plön und von 1988 bis 1990 Mitglied des Kreisausschusses des Kreises Plön. 
Von 2001 bis 2012 war er Präsident der Stiftung Herzogtum Lauenburg.